# 마리아델라이드 (룩셈부르크)
마리아델라이드(Marie-Adélaïde, Grand Duchess of Luxembourg, 1894년 6월 14일 ~ 1924년 1월 24일)는 룩셈부르크 대공 기욤 4세와 마리아 아나 대공비의 장녀이다. 기욤 4세가 준살리카법을 채택했기 때문에 룩셈부르크 여대공으로 즉위했다. 제1차 세계 대전으로 인하여, 독일과 프랑스, 벨기에와의 외교 문제로 비판이 일어나자, 결국 동생인 샤를로트에게 양위했다. 이후 그녀는 수녀가 되었고, 1924년 독감으로 사망했다.
| 전임 기욤 4세 | 룩셈부르크 여대공 1912년 2월 25일~1919년 1월 14일 | 후임 샤를로트 |